# ФК Ракоци Капошвар
ФК Ракоци Капошвар или скраћено Ракоци (мађ. Kaposvári Rákóczi FC) је фудбалски клуб из Капошвара, Мађарска. Утакмице играју на домаћем вишенаменском стадиону Капошвар Ракоци. Тим носи име по Ердељском принцу и мађарском националном хероју Ференц II Ракоцију. Када се говори о клубу често се овај клуб назива и Шомођијевци (Somogyiak), што се односи на Шомођ жупанију одакле тим потиче.

## Историја

### 1923-2003
Тим је основан 15. августа 1923. године под именом Ракоцијев спортски клуб (Rákóczi Sport Club) од стране радника локалне шећеране (Mezőgazdasági Ipari Részvénytársaság). Играчи су имали аматерски статус али су већ у другој сезони постојања одиграли свој први професионални меч против МАВ 1 (MÁV I). Од тог времена па надаље тим је егзистирао између мађарске друге и треће лиге.
Током четрдесетих година двадесетог века клуб је гајио високе амбиције, покушавао да доведе врхунске играче али Други светски рат је зауставио амбиције клуба. Почетком седме деценије двадесетог века, тачније 1960. године клуб је освојио титулу првака треће мађарске лиге под именом ФК Кинижи Капошвар
Током седамдесетих година клуб је вратио старо име Ракоци, али није имао пуно успеха, испао је из мађарске друге у трећу лигу. После успешне сезоне клуб је успео да се врати назад у другу мађарску лигу. У сезони 1973. је имао доста успеха, довођењем младих талентованих играча, успео је да дође до друге позиције у другој мађарској лиги одмах иза ФК Сегедина.
У прву мађарску лигу Ракоци је успео да уђе у сезони 1975/76 у којој је заузео тринаесту позицију. Прву утакмицу у тој сезони Ракоци је играо на свом стадиону као домаћин пред 22.000 гледалаца против Вашаша и победио са 2:0 головима тада локалног хероја Ђезе Бурче (Győző Burcsa). 
Следећу сезону 1976/77, Ракоци је завршио на четрнаестом месту најелитнијег мађарског фудбалског такмичења а у сезони 1977/78 је заузео седамнаесто место и испао из елитног друштва. 
У сезони 1979-1980 је освојио титулу првака у другој мађарској лиги и поново изборио себи позицију у елитној фудбалској дивизији мађарске чак шест бодова испред другопласираног тима ФК Сомбатхељ Халадаша. Овај пут Ракоци се задржао само једну сезону и поново испао у другу лигу.
Још једанпут је ФК Ракоци успео да уђе у прволигашко такмичење и то у сезони 1987/88, одакле је одмах исте сезоне испао остао изван прволигашког такмичења. Тако је било све до 2004. године од када се поново квалификовао и без прекида је у првој лиги већ пету сезону.

### Резултати у првој лиги
Од оснивања ФК Капошвар Ракоци је одиграо осам прволигашких сезона. Највећи успех клуба је освајање 6 места у сезони 2007/08, док је три пута испадао из елитног друштва. 
| Година   | УУ  | ПБ | НР | ИЗ  | ГД-ГП   | ГР   | Бо  | Позиција               |
| -------- | --- | -- | -- | --- | ------- | ---- | --- | ---------------------- |
| 2007/08. | 30  | 14 | 9  | 7   | 48-38   | +10  | 51  | 6 позиција             |
| 2006/07  | 30  | 12 | 5  | 13  | 40-36   | +4   | 41  | 7 позиција             |
| 2005/06  | 30  | 10 | 7  | 13  | 35-41   | -6   | 37  | 7 позиција             |
| 2004/05  | 30  | 8  | 10 | 12  | 34-47   | -13  | 34  | 12 позиција            |
| 1987/88  | 30  | 4  | 9  | 17  | 25-63   | -38  | 17  | 16 позиција: Испао у . |
| 1980/81  | 34  | 6  | 12 | 16  | 34-67   | -33  | 24  | 16 позиција: Испао у . |
| 1977/78  | 34  | 8  | 7  | 19  | 32-61   | -29  | 23  | 17 позиција: Испао у . |
| 1976/77  | 34  | 9  | 9  | 16  | 39-45   | -6   | 27  | 14 позиција            |
| 1975/76  | 30  | 6  | 12 | 12  | 41-52   | -9   | 24  | 13 позиција            |
| УКУПНО   | 282 | 77 | 80 | 125 | 328-450 | -122 | 278 |                        |

УУ = Укупно утакмица; ПБ = Победе; НР = Нерешено; ИЗ = Укупно пораза; ГД = Голова дато; ГП = Голова примљено; ГР = Гол-разлика; Бо = Бодова